# Max Judd
Max Judd, plným jménem Maksymilian Judkiewicz (27. prosince, 1851, Tenczynek, Polsko – 7. května, 1906 St. Louis, USA) byl americký politik a šachový mistr, účastník šesti amerických šachových kongresů.

## Život
Max Judd se narodil roku 1851 v židovské rodině ve vesnici Tenczynek poblíž Krakova v jižním Polsku (tehdy Halič, patřící Rakousku-Uhersku), ale již roku 1862 emigrovala jeho rodina do USA, vystřídala zde několik míst pobytu (Washington, D. C., Michigan, Ohio), aby se roku 1873 konečně usídlila v St. Louis ve státě Missouri, kde se Judd stal úspěšným obchodníkem a výrobcem plášťů a rovněž zakladatelem a presidentem St. Louis Chess Club.
Max Judd hrál šachy dobře již od mládí. Byl třetí na mistrovství státu Michigan roku 1870 (zvítězil Fred Elder z Detroitu), čtvrtý na druhém americkém šachovém kongresu v Clevelandu roku 1871 (celkem devět hráčů, zvítězil George Henry Mackenzie, který tak získal titul mistra USA), třetí na třetím americkém šachovém kongresu v Chicagu roku 1874 (celkem osm hráčů, zvítězil opět George Henry Mackenzie), druhý na čtvrtém americkém šachovém kongresu ve Filadelfii roku 1876 (celkem devět hráčů, zvítězil James Mason (šachista)), a pátý na pátém americkém šachovém kongresu v New Yorku roku 1880 (celkem deset hráčů, zvítězil George Henry Mackenzie).
Roku 1881 se střetl v St. Louis s Georgem Henrym Mackenziem v zápase o titul mistra USA a prohrál 5:7 (=3). V roce 1887 porazil v zápase, který se opět konal v St. Louis Alberta Hodgese 5:2 (=2). Na prvním turnaji právě vzniklé United States Chess Association, který se konal roku 1888 v Cincinnati skončil však na posledním šestém místě (turnaj vyhrál Jackson Showalter). Na šestém americkém šachovém kongresu v New Yorku roku 1889 skončil až na osmém místě, ale tentokrát v konkurenci dalších devatenácti hráčů (společně zvítězili Michail Ivanovič Čigorin a Max Weiss).
V roce 1890 porazil Max Judd Jacksona Showaltera v St. Louis 7:3 (=0). Jackson byl v té době mistrem USA v šachu, ale zápas nebyl považován za souboj o titul. Roku 1892 pak Judd opět v St. Louis se Showalterem prohrál 4:7 (=3).
V březnu roku 1893 jmenoval prezident Grover Cleveland Maxe Juda americkým generálním konzulem ve Vídni, což zpočátku vyvolalo napětí v rakousko-amerických vtazích, neboť Rakušané se ohradili proti jmenování osoby židovského původu na toto místo. Vláda USA však tomuto antisemitismu neustoupila a Judd působil jako generální konzul až do roku 1897. Ve Vídni se Judd zúčastnil několika mezinárodních turnajů:
- na turnaji v roce 1895 skončil šestý (celkem se zúčastnilo devět hráčů, zvítězil Georg Marco),[12]
- na turnaji v roce 1896 skončil pátý (celkem se zúčastnilo šest hráčů, zvítězil David Janowski),[13]
- na turnaji v roce 1897 skončil druhý (celkem se zúčastnilo osm hráčů, zvítězil Karl Schlechter),[13]

Po návratu z Vídně do vlasti sehrál Judd roku 1899 v St. Louis zápas s Harrym Nelsonem Pillsburym, který prohrál 1:4 (=0), roku 1903 vyhrál poměrně silné mistrovství Western Chess Association v Chicagu, a roku 1904 skončil druhý na sedmém americkém šachovém kongresu v St. Louis (celkem deset hráčů, zvítězil Frank Marshall). Bylo mu také nabídnuto aby odjel do New Yorku a stal se zde operátorem údajného šachového automatu Ajeeb, ale Judd nechtěl opustit St. Louis. Práce pak byla nabídnuta Albertovi Hodgesovi.
Max Judd zemřel roku 1906 v St. Louis.